# جورج بوث (سياسي)
جورج بوث (بالإنجليزية: George Booth)‏ هو سياسي أسترالي، ولد في 19 مارس 1891، وتوفي في 31 يوليو 1960 في Wallsend, New South Wales ‏ في أستراليا. نشط حزبياً في حزب العمال الأسترالي. وقد انتخب عضو الجمعية التشريعية لنيو ساوث ويلز.